# فرانك ويد
فرانك ويد (بالإنجليزية: Frank Wade)‏ (1 سبتمبر 1871 في المملكة المتحدة - 4 أكتوبر 1940 في أستراليا) هو لاعب كريكت أسترالي. لعب مع فريق جنوب ويلز الجديد للكريكت ‏.

## وصلات خارجية
- فرانك ويد على موقع إي آس بي آن كريك إنفو (الإنجليزية)